# Oxypteryx jordanella
Oxypteryx jordanella är en fjärilsart som beskrevs av Hans Rebel 1911. Oxypteryx jordanella ingår i släktet Oxypteryx och familjen stävmalar. Inga underarter finns listade i Catalogue of Life.